# Schloss Moritzburg
Schloss Moritzburg er et jagtslot i barokstil i kommunen Moritzburg i nærheden af Dresden i fristaten Sachsen i Tyskland. Det blev bygget i 1500-tallet af kurfyrst Moritz af Sachsen og ombygget af August den Stærke. Det regnes som et af Sachsens smukkeste slotte og var beboet af den tyske fyrsteslægt Wettin (som også det britiske kongehus tilhører) til 1945. Det er et statsligt museum på en ø midt mellem kunstsøer, kanaler og Friedrich August 3.s fasaneri.
Jagtslottet var centrum for store jagtmarker og har en af Europas største samlinger af opsatser og kranier. Her holdt de saksiske  fyrster store baller efter jagten.

## Historie
Fra 1542 til 1546 udstyrede kurfyrste Moritz af Sachsen sit jagthus med jagttrofæer i renæssancestil. Han lagde navn til slottet, der oprindeligt hed Dianenburg. Det gamle jagthus bestod af fire tykke runde tårne, som var forbundet med en omløbende forsvarsmur. 1550 blev det forvaltningssæde for Amt Moritzburg. Fra 1661 til 1672 blev slotskapellet bygget under ledelse af Kurfyrste Johann Georg II. Fra 1656 til 1672 blev jagthuset udvidet til et slot.
I 1697 gik August 2. af Polen over til den katolske tro og blev konge af Polen, hvorefter der blev behov for et katolsk gudshus. Efter at valget var faldet på Moritzburg blev det tidligere protestantiske slotskapel katolsk i julen 1699. Siden 1699 afholdes der katolsk gudstjeneste i slotskapellet.
1703 opstod der planer om at ombygge slottet til et jagt- og lystslot. Planerne blev tilskrevet August den Stærke. I oktober 1719 blev Serenata di Moritzburg af komponisten Johann David Heinichen uropført efter en kongelig jagt. 1723–1733 blev planerne virkeliggjort under ledelse af Matthäus Daniel Pöppelmann. Slottet blev forandret og anlagt med nye damme og en dyrepark. Ombygningen endte med August 2. af Polens død.
Kurfyrste Friedrich August III. von Sachsen var  barnebarn af August den Stærke. Han inddrog og forstærkede udformningen af landskabet omkring slottet omkring 1800 med fasanslottet, Marcolinihust, Venusbrønden, havnen og Moritzburger Leuchtturm (fyrtårn) og mole.
Prins Ernst Heinrich von Sachsen (1896-1971) boede fast på Moritzburg fra 1933 til 1945 og indrettede en del af rummene til rundvisninger. Under luftbombardementet af Dresden natten fra 13. til 14. februar 1945 brændte slotsbibliotekets klosterhåndskrifter fra middelalderen, inkunabeler, illustrerede bøger fra det 16. århundrede, en autografsamling, bogbind fra renæssancen og det 18. århundrede og en håndskriftsamling. 1945 blev Huset Wettin eksproprieret, men nåede at pakke de største skatte i trækasser, som blev begravet i slotshaven. De fleste blev fundet af de sovjetiske tropper og transporteret væk. Den 4. oktober 1996 lykkedes det hobbyarkæologer at finde flere kasser med ædelstenbesatte guldsmedsarbejder. Selv om de værdifulde genstande var i dårlig stand efter den lange tid i jorden, lykkedes det at restaurere dem. En stor del af skatten blev solgt på aktion. Den kostbare "Mohrenkopf-Pokal" fra det 16. århundrede er i dag udstillet på Bayerisches Nationalmuseum i München
Fra 1946 til 1949 blev en del af slottet indrettet til et museum for barokken. Fra 1985 til 1989 blev slotskapellet restaureret udvendigt.

## Billedgalleri
- Schloss Moritzburg